# Дорожня карта ЄС для взаємодії з громадянським суспільством в Україні
Дорожня карта ЄС для взаємодії з громадянським суспільством в Україні
Дорожня карта містить спільний аналіз ЄС та держав-членів:
- ландшафту громадянського суспільства в певній країні,
- його сприятливого середовища,
- викликів та можливостей, з якими стикаються організації громадянського суспільства.

Дорожні карти для країн також визначають спільні пріоритети ЄС та конкретні кроки для взаємодії та підтримки організацій громадянського суспільства у країнах-партнерах. 

## Історія
Уперше картографічний аналіз громадянського суспільства України був виконаний Представництвом ЄС у 2009 році. 
У 2014 було схвалено Дорожню карту ЄС для взаємодії з громадянським суспільством на 2014-2017 роки. У цьому документі визначено вісім пріоритетів:
1. сприятливе середовище (регуляторна рамка для громадянського суспільства),
2. аналіз політики,
3. законність,
4. Угода про Асоціацію,
5. конфлікти,
6. відповідальність,
7. права людини,
8. економічний розвиток

Також у цій Дорожній карті були визначені інші проблемні питання для організацій громадянського суспільства.
У лютому 2016 Указом Президента України затверджена Національна стратегію сприяння розвитку громадянського суспільства в Україні на 2016 – 2020 роки. Метою Стратегії є:
- створення сприятливих умов для розвитку громадянського суспільства;
- налагодження ефективної взаємодії громадськості, органів державної влади та органів місцевого самоврядування на засадах партнерства;
- сприяння підвищенню рівня громадської активності, волонтерства та  благодійництва;
- сприяння залученню громадськості до процесів формування та реалізації державної, регіональної політики, вирішення питань місцевого значення.

Цим же указом була створена Координаційна рада сприяння розвитку громадянського суспільства, як консультативно-дорадчий орган при Президентові України.
8 липня 2019  була підписана і того ж дня набула чинності Угода між Урядом України та Європейською Комісією про фінансування заходу "Підтримка громадянського суспільства та культури" ENI/2019/041-724 на суму 10 млн євро.
6 жовтня 2020 була підписана і того ж дня набула чинності Угода про фінансування між Урядом України та Європейською Комісією, що діє від імені Європейського Союзу (Механізм розвитку громадського суспільства України ENI/2020/042-796) на суму 20 млн євро.